# Pericoma arvernica
Pericoma arvernica är en tvåvingeart som beskrevs av Vaillant 1978. Pericoma arvernica ingår i släktet Pericoma och familjen fjärilsmyggor. Inga underarter finns listade i Catalogue of Life.